# Eilema costalis
Eilema costalis är en fjärilsart som beskrevs av Moore 1878. Eilema costalis ingår i släktet Eilema och familjen björnspinnare. Inga underarter finns listade i Catalogue of Life.